# Jan Barták (motocyklový závodník)
Jan Barták (* 9. června 1947) je bývalý český silniční motocyklový závodník.
V Mistrovství Československa silničních motocyklů startoval ve třídě do 50 cm³ a jednu sezónu i do 125 cm³ na motocyklech Jawa a Ahra v letech 1969–1974. Nejlépe skončil na celkovém čtvrtém místě v roce 1972 ve třídě do 50 cm³. Jeho nejlepším výsledkem v jednotlivém závodě Mistrovství Československa je 2. místo v Mestě nad Váhom v roce 1974 ve třídě do 50 cm³.

## Úspěchy
- Mistrovství Československa silničních motocyklů – celková klasifikace
  - 1969 do 50 cm³ – 9. místo – Jawa
  - 1970 do 50 cm³ – 5. místo – Ahra
  - 1971 do 50 cm³ – 8. místo – Ahra
  - 1972 do 50 cm³ – 4. místo – Ahra
  - 1972 do 125 cm³ – 23. místo – Jawa
  - 1973 do 50 cm³ – 8. místo – Ahra
  - 1974 do 50 cm³ – 13. místo – Ahra
- 300 zatáček Gustava Havla
  - 1972 - do 50 cm³ - 3. místo